# Јанићи
Јанићи, породица Самуила Јанића и његовог сина Голуба Јанића, београдских велетрговаца, рентијера и задужбинара, су српска породица пореклом из Лазаропоља, односно Маврова у Старој Србији. Голуб Јанић је један од оснивача и водећих финансијера четничке акције у Старој Србији.

### Порекло
Јанићи су пореклом из Лазаропоља, места које се налази између Дебра и Кичева у Македонији. Становници тешко приступачног планинског места Лазаропоље припадају, као и становници околних села, српском мијачком становништву западне Македоније. Из Лазаропоља доселили су се у Маврово које се данас налази у највећем националном парку у Македонији, Националном парку Маврово.
Јанићи су били везани за Маврово и стари крај, где су често одлазили, помагали су земљаке и рођаке, а деца су им се, према обичају, рађала и до почетка школовања живела у Маврову.

### Јане
Јане, по коме су добили презиме Јанић и његов син Самуило Јанић (1830-1903) били су београдски трговци.

### Самуило Јанић (1830-1903)
Самуило Јанић се уортачио са рођацима и развио и проширио очеве послове. Помагао је и многим вредним младићима, који су касније постали угледни београдски трговци.
Самуило Јанић је узео учешће у сукобима са турском влашћу у Београду 1862, након инцидента на Чукур-чесми.
Самуило Јанић био је ожењен Софијом Пеић, кћерком Пеје Пеића. Пеја Пеић имао је кћерке Софију и Катарину.

### Породица Софије С. Јанић, рођ. Пејић
Софија Јанић, удата за Самуила Јанића, кћерка је Пеје Пе(ј)ића. Имала је сестру Катарину.

#### Димићи
- Једна Катаринина кћерка била је удата за Милана Димића власника циглана на Звездари.

#### Дамјановићи
- Друга Катаринина кћерка била је удата за Јакова Дамјановића, грађевинског предузимача који је обавио калдрмисање београдских улица после турског бомбардовања Београда 1862. Велика породична кућа Јакова Дамјановића налази се у Доситејевој 16, а саграђена је крајем 1872. Непосредно по изградњи, од јула 1876. до маја 1877. кућа је послужила за смештај енглеског завода за српску сирочад, који је после првог српско-турског рата основао енглески лекар Хенри Циман.[5].

#### Гинићи
- Трећа Катарина кћерка била је удата за Косту Гинића, власника зграде и кафане „Гинић“ која се налазила на месту данашњег Дома омладиине у Поенкаровој бр. 20, куће у Дечанској ул. бр. 2, где се сада налази зграда кафане „Морнар“, као и пар зграда у Македонској улици, а становао је у Гробљанској (Рузвелтовој) улици[6].

### Потомство Самуила и Софије Јанић
Самуило и Софија Јанић имали су једног сина Голуба и шест кћерки Евгенију, Агафију, Магдалену, Даиљку, Онисију и Фотинку.

#### Голуб Јанић (1853-1918)
Голуб Јанић рођен је 1853. године у Маврову.
Као младић пријавио се у добровољце и учествовао је у српско-турском и руско-турском рату 1876-1878.
Голуб Јанић је био један од оснивача Централног револуционарног тајног одбора у Београду, или Српског комитета, који је од септембра 1903. руководио пребацивањем четничких јединица преко границе.
Основао је заједно са Љубом Јовановићем, бвш. министром и Јосифом Студићем 23. јануара 1905. године друштво Српска Браћа.
Голуб Јанић је био први, доживотни и једини председник Српске Браће, чија је канцеларија била у његовој кући на Престолонаследниковом тргу 18, односно Теразијама 23. У једном одељењу канцеларије, које је било намењено за окупљање студената из неослобођених крајева, према сећању очевидаца, зидови су били украшени бројним фотографијама војвода и четника.
Основни задатак Српске браће био је да помаже слободарски и национални покрет у Старој Србији и Македонији, као и да пружа моралну и материјалну помоћ угроженом српском народу, свуда где се укаже потреба. „Друштво се у ствари бавило револуционарном делатношћу“, односно руководило је спремањем, наоружавањем и пребацивања четника и њихових четовођа (војвода) преко границе.
У Голубовом хотелу Балкан на Теразијама био је штаб и зборно место за окупљање четника.
Његова трећа жена је Босиљка Јанић, рођ. Цинцар-Јанковић.

##### Босиљка Г. Јанић, рођ. Цинцар-Јанковић (1869–1936)
Босиљка, унука војводе Цинцар-Јанка, рођена је 1869. године од оца Ђорђа Цинцар-Јанковића, окружног начелника и мајка Јелене Цинцар-Јанковић, кћерке Теодора Михаиловића, српског трговца који је пословао у Софији у Бугарској.
Голуб и Босиљка делили су заједничку љубав према Јужној или Старој Србији, односно Македонији, као земљи својих предака и помагали цркву и акцију српске државе, као и српско становништво, посебно у западној Македонији.
Добар део године Голуб и Босиљка проводили су у бањама у Србији и одмаралиштима изван земље.
Голуб и Босиљка нису имали деце.

#### Васиљевићи-Ристићи
- Евгенија Васиљевић, рођ. Јанић била је удата за Ристу Васиљевића родом из Леунова поред Маврова. Њихов син Теодосије узео је презиме Ристић по оцу Ристи Васиљевићу. Теодосије Ристић био је вицедиректор Прометне банке и секретар Српског културног клуба. Био је ожењен Горданом Исаиловић, ћерком Васе Исаиловићa.

#### Тодоровићи
- Агафија Тодоровић, рођ. Јанић била је удата за Тодора Тодоровића који је, између осталог био власник кафане „Женева“ (преко пута Правног факултета), а имали су два сина и три кћерке.

#### Фотирићи
- Магдалена Фотирић, рођ. Јанић имала је кћерку Хилду удату Давидовић и сина Арсенија Фотирића, власника „Руске круне“, вишеспратне зграде бр. 10 у Нушићевој и бр. 10 у Косовској ул. који је имао три сина.

#### Јовановићи-Богојевићи
- Даиљка Богојевић, рођ. Јанић је са Богојем Јовановићем имала кћерку Ђурђину Богојевић удату за Жику Јанковића, власника познате београдске књижаре Маричић и Јанковић.

#### Дамњановићи
- Онисија Дамњановић, рођ. Јанић имала је сина Милана Дамњановића који је погинуо у Првом светском рату.

#### Симићи
- Фотирка Симић, рођ. Јанић имала је сина пуковника Тодора Симића и кћерку, чији је син Пандиловић био учитељ српске школе у Солуну.

### Породичне куће, имања и задужбине
У околини Теразија Голуб Јанић је имао седам већих плацева са зградама. Његова најпознатија имања у Београду била су хотел Балкан на Теразијама, имање Руска круна, велика кафана на углу Дечанске и Скопљанке улице, имање Шумадија, такође кафана, на углу улица Краља Милана и Краља Милутина, више плацева, кућа и локала у Дечанској улици, улици Краља Милана, Краља Милутина, Делиградској и др. Неке од кућа за издавање биле су репрезентативне стилске породичне куће, а неке једноставне најамне зграде са много малих станова у које се улазило из дворишта или са дворишне терасе.
Своја имања Голуб Јанић искључиво је рентирао.
Голуб и Босиљка Јанић становали су на Престолонаследниковом тргу 18 (касније Теразије 17, 18, 23), наспрам хотела Балкан, на углу Теразија и Нушићеве улице у кући подигнутој око 1870. године. Поред њихове куће у Скопљанској улици (Нушићевој, Пашићевој) налазила се кућа госпође Томаније Обреновић, чији је унук био краљ Милан Обреновић. У стамбеном делу био је, пре оштећења зграде у бомбардовањима, шестособан стан са спроведеним етажним грејањем и радијаторима у свим просторијама, укључујући и купатила. Улазна двокрилна храстова врата била су широка 2,6 метара, а висока 2,4 метра. Стан је имао у салонском делу и једна четворокрилна унутрашња врата димензија 2,10/2,70 m, док је висина плафона била 4 метра. Улаз у кућу за кочија и кола био је из Скопљанске (Пашићеве, Нушићеве) улице. Штале са коњима и кочијама налазиле су се у улици Краља Милутина. Према сведочењу савременика у кући Голуба Јанића на Теразијама, где је било од 1905. године седиште, односно канцеларија друштва Српска браћа  налазило се и једно одељење намењено за окупљање студената из неослобођених крајева у ком су на зидовима биле бројне фотографије војвода и четника. У партеру према Теразијама налазио се један велики локал, касније преграђен у два локала .
Ова кућа је Босиљкиним тестаментом била предвиђена за имовину Фонда Софије Самуила и Босиљке Голуба Јанића, а приликом зидања зграде Савезне индустријске коморе (Привередне коморе Југославије, данас Привредне коморе Србије), 1955. бесправно је срушена, што је био предмет вишедеценијског спора.
Голуб Јанић је целог живота учествовао у добротворном раду, помажући различита удружења и организације.
Његова жена и наследница Босиљка Јанић основала је три задужбине које носе његово име и име чланова његове породице, Задужбину Самуила и Голуба С. Јанића при Филозофском факултету и Учитељској школи у Скопљу, Задужбину Самуила и Голуба С. Јанића при Српској краљевској академији (хотел Балкан на Теразијама) и Фонд Софије Самуила и Босиљке Голуба С. Јанића.

### Сродство
Јанићи су били у сродству са Цинцар-Јанковићима и др.